# Marginella desjardini
Espèce
Marginella desjardini est une espèce de mollusque gastéropode marin appartenant à la famille des Marginellidae.
- Répartition : Sénégal.
- Longueur : 3-7,6 cm.

## Source
- Arianna Fulvo et Roberto Nistri (2005). 350 coquillages du monde entier. Delachaux et Niestlé (Paris) : 256 p.  (ISBN 2-603-01374-2)
- Наталья Московская (2007). Раковины мира. История, коллекционирование, искусство. Aquarium (Moscou) : 256 p.  (ISBN 978-5-98435-602-2 et 978-985-16-1989-0)